# 순다 열도

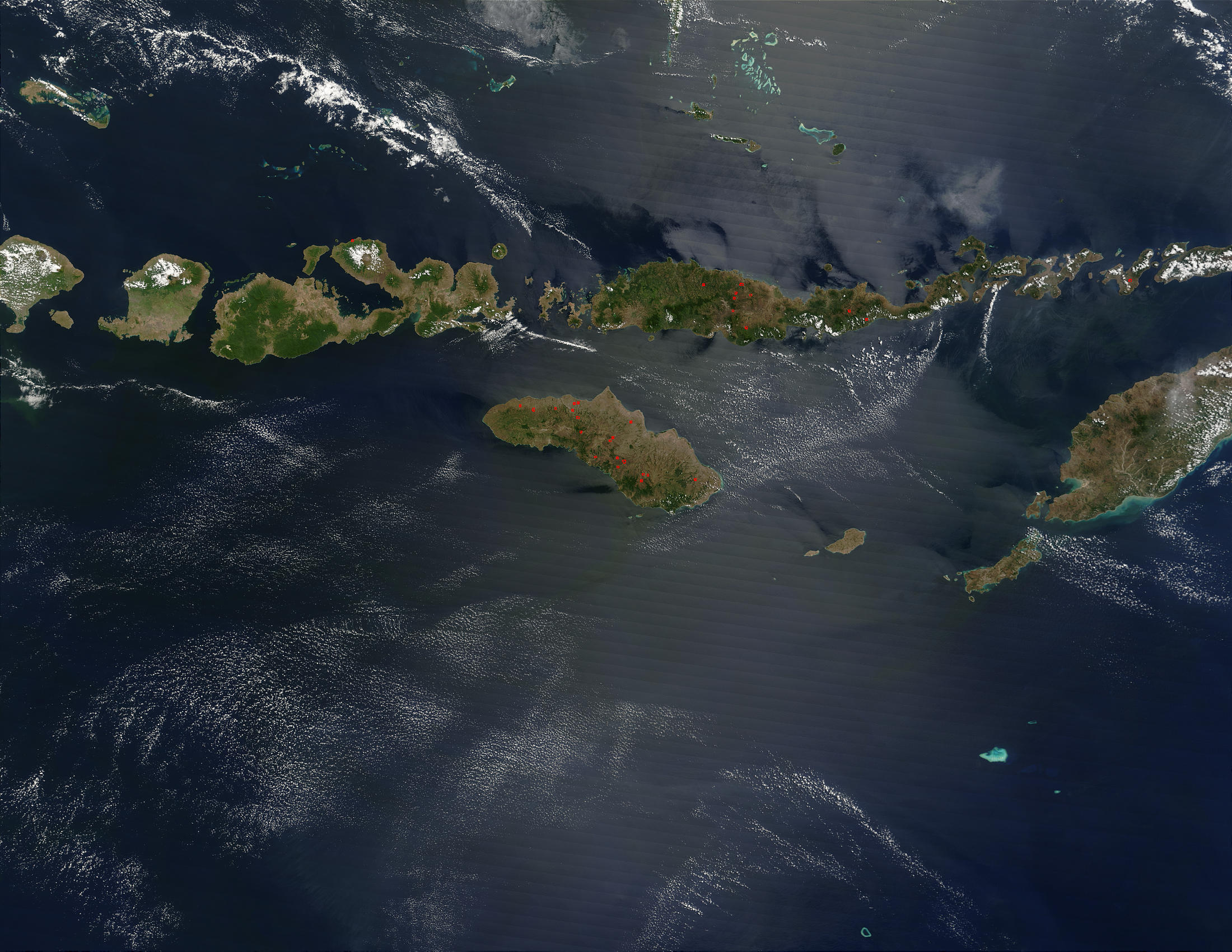

순다 열도(영어: Sunda Islands, 문화어: 쑨다 렬도)는 말레이 제도의 서쪽에 있는 섬 무리이다. 순다 열도는 크게 두 무리로 나뉜다.
- 대순다 열도
  - 보르네오섬
  - 수마트라섬
  - 술라웨시섬
  - 자와섬
- 소순다 열도(서에서 동으로)
  - 발리섬
  - 롬복섬
  - 숨바와섬
  - 플로레스섬
  - 숨바섬
  - 티모르섬
  - 바랏다야 제도
  - 타님바르 제도

## 같이 보기
- 대순다 열도
- 소순다 열도